# Rhizinaceae
Rhizinaceae is een grote familie van de Pezizomycetes, behorend tot de orde van Pezizales.

## Taxonomie
De familie Rhizinaceae bestaat uit slechts één geslacht: Rhizina.